# بين كامبل جونسون
بين كامبل جونسون (بالإنجليزية: Ben Campbell Johnson)‏ هو كاهن وكاتب أمريكي، ولد في 28 مارس 1932، وتوفي في 2 يونيو 2016.